# Uwe Inderthal
Uwe Inderthal (* 31. August 1967 in Gießen) ist ein deutscher Handballtrainer und ehemaliger Handballspieler.
Als Spieler war Uwe Inderthal bis 1995 beim TSV Dutenhofen bzw. der HSG Dutenhofen/Münchholzhausen aktiv. Mit der B-Jugend-Mannschaft des Wetzlarer Vereins gewann er 1984 die Deutsche Meisterschaft. Von dort wechselte er 1995 zum VfL Fredenbeck, mit dem er in dieser Saison 1995/1996 den Aufstieg in die Handball-Bundesliga schaffte. Ab der folgenden Saison spielte er ein Jahr lang beim TV Grambke Bremen in der 2. Handball-Bundesliga, wo er 1997 seine Profi-Karriere beendete. Anschließend war Uwe Inderthal bei der SG Achim/Baden aktiv.
Die SG Achim/Baden war auch seine erste Station als Handballtrainer; bis 2003 war er hier als Spielertrainer aktiv. Danach war er bis 2006 als Sportlicher Leiter und anschließend, bis zu seiner Kündigung, wieder als Trainer bei der SG Achim/Baden tätig. Ab 2007 trainierte Uwe Inderthal den SV Beckdorf. Von hier wechselte er zur Saison 2012/2013 zum VfL Fredenbeck.
Am 23. Dezember 2013 wurde Inderthal vom Vorstand des VfL freigestellt.
Von Beruf ist er Großhandelskaufmann und als selbstständiger Kaufmann in der Kreditkartenbranche tätig.
Sein Zwillingsbruder Ralf Inderthal spielte ebenfalls Handball.